# Anne Knijnenburg
Anne Knijnenburg (* 11. März 2002 in Oss) ist eine niederländische Sportlerin, die erst Mittelstreckenlauf betrieb und seit 2023 im Radsport aktiv ist.

## Sportliche Laufbahn
Erste internationale Erfahrungen sammelte Anne Knijnenburg beim Europäischen Olympischen Jugendfestival (EYOF) 2017 in Győr, bei dem sie mit 2:16,90 min in der ersten Runde im 800-Meter-Lauf ausschied. 2021 erreichte sie dann bei den U20-Europameisterschaften in Tallinn in 2:12,51 min den achten Platz über 800 m. 2021 wurde Knijnenburg niederländische Hallenmeisterin im 1500-Meter-Lauf.
2023 wechselte Knijnenburg zum Straßenradsport. Mit ihrem Vereinsteam WV Schijndel nahm sie an einer Reihe internationaler Rennen wie Trofeo Ponente in Rosa oder Gracia Orlová teil; im Juni gewann sie bei ihrer ersten Teilnahme die niederländischen Amateur-Straßenmeisterschaften. Daraufhin wurde sie von Parkhotel Valkenburg unter Vertrag genommen. Mit dessen Nachfolgeteam VolkerWessels nahm sie 2024 an den Frühjahrsklassikern teil; am 1. Mai erzielte sie bei Cyclis Classic in Belgien ihren ersten Profisieg.

## Bestleistungen in Mittelstreckenlauf
- 800 Meter: 2:05,39 min, 3. Juli 2021 in Heusden-Zolder
  - 800 Meter (Halle): 2:06,58 min, 10. Februar 2021 in Apeldoorn
- 1500 Meter: 4:29,63 min, 26. Juni 2021 in Breda
  - 1500 Meter (Halle): 4:26,49 min, 20. Februar 2021 in Apeldoorn

## Erfolge im Radsport
2024
Cyclis Classic
Bergwertung Giro della Toscana Femminile
Bergwertung Tour of Chongming Island